# Ruzafa
Ruzafa (en valenciano y oficialmente Russafa) es un barrio de la ciudad de Valencia (España) perteneciente al distrito de Ensanche y fue un municipio independiente hasta 1877.
La población actual del barrio de Ruzafa, según el Padrón Municipal de Habitantes del 1 de enero de 2023, es de 24 432 personas.

## Toponimia
El topónimo Ruzafa es una castellanización de Russafa, a su vez derivado del árabe «رُصَافَة» (Ruṣāfatu). En este idioma significa «jardín» y es un posible préstamo del acadio rasapa, 'residencia de un gobernador'. Hay constancia de hasta nueve lugares denominados Ruṣāfa en el mundo árabe, entre las que destacan las edificadas en las cercanías de Damasco, Basora y Bagdad.

## Geografía
Limita con:
|                                | Norte: San Francisco   |                                                |
| Oeste: La Roqueta, Arrancapins |                        | Este: El Pla del Remei, Gran Vía, Monteolivete |
|                                | Sur: En Corts, Malilla |                                                |

## Historia
El origen de Ruzafa se halla en un jardín de recreo construida por Abd Allah al-Balansi en el siglo IX a unos 2 km de la ciudad de Valencia, a imitación de la que edificara su padre, Abderramán I, en las proximidades de Córdoba. Dicha finca debió desaparecer bastante pronto, ya que los hijos de Al-Balansi no continuaron residiendo en Valencia, pero la zona ajardinada de su alrededor se conservó y fue empleada como lugar de esparcimiento y parque público, como testimonian los poetas al-Russafi, al-Saqundi, Ibn Amira o Ibn al-Abbar, entre otros. Alrededor de dichos jardines se originó una alquería, que es el núcleo del posterior poblado.

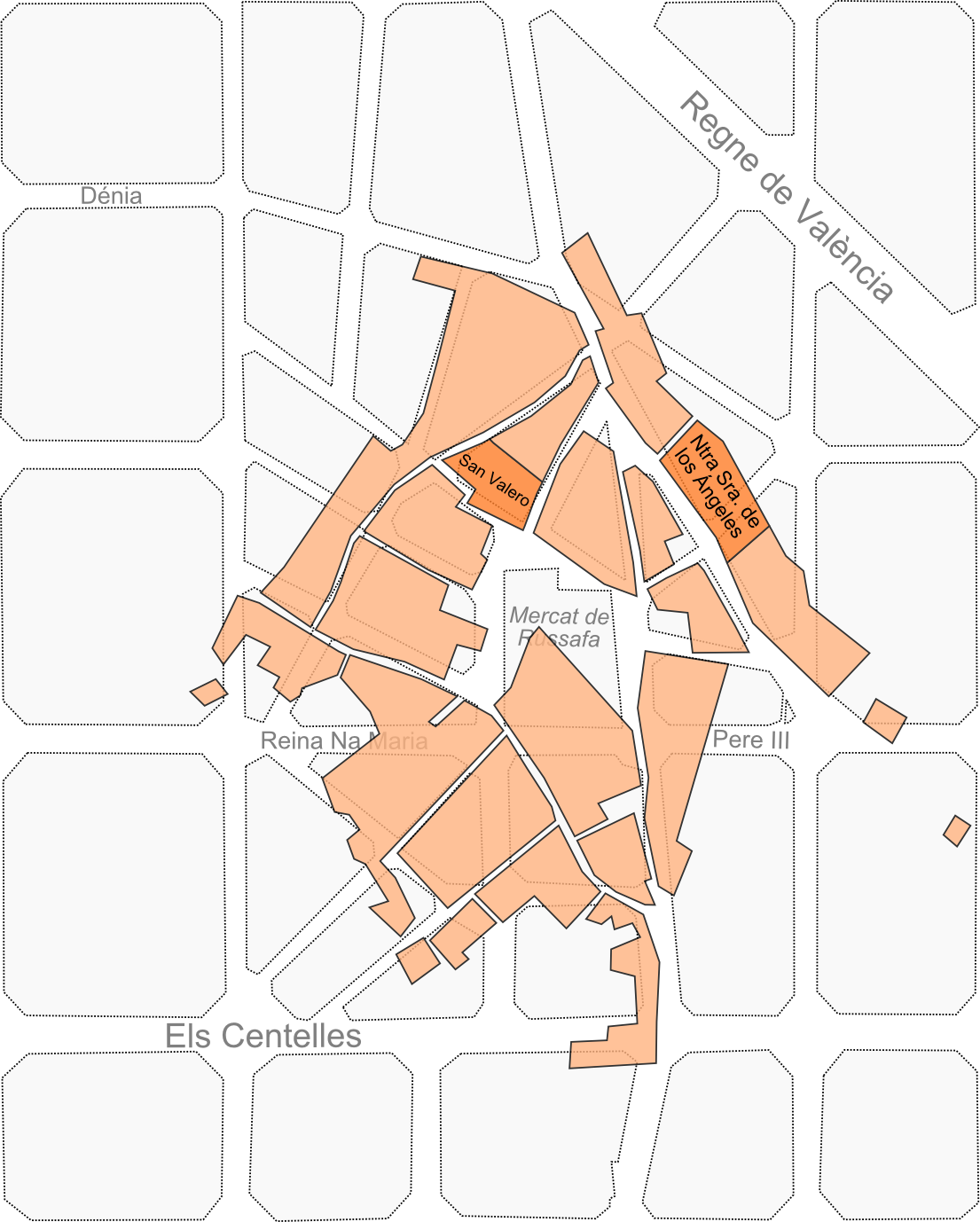
Plano de Ruzafa entre 1811 y 1883 superpuesto al actual plano ortogonal del ensanche de Valencia, al que influyó notablemente.

El llano de Ruzafa constituyó una de las posiciones claves para la toma de Valencia, como lo demuestra el hecho de que Álvar Fáñez acampara con sus mesnadas en él, cuando acompañó al destronado al-Qadir de Toledo hacia Valencia en el año 1085, o posteriormente las tropas de Jaime I en 1238, que sitiaron la ciudad desde este punto. Consta que en este lugar residió el rey durante la campaña, y se celebró la capitulación de la ciudad entre Zayyán ibn Mardanish y Jaime I.
Tras la conquista cristiana los jardines fueron transformados en tierras de labor, y las edificaciones musulmanas transformadas en alquerías, ocupadas por los conquistadores o los vasallos de los mismos. El posterior ensanchamiento de la muralla de la ciudad de Valencia, efectuado en el siglo XIV, dejó extramuros a este núcleo rural, que no perdió su carácter agrícola pese a quedar convertido en arrabal. En las proximidades de la puerta de Ruzafa de la ciudad de Valencia se construyó alrededor de 1860 la plaza de toros de Valencia y cinco años después de su terminación se procedió al derribo de las murallas, lo que supondría el desbordamiento de la ciudad en dirección sur.

### Ruzafa como municipio independiente

Plano de Valencia y sus alrededores en torno a 1840. Aparece marcado gran parte del término municipal de Ruzafa, distinguiéndose las cuatro carreteras principales que darían nombre al distrito de Quatre Carreres.

En el año 1811, la población de Ruzafa (que comprendía la práctica totalidad de los actuales distritos de Ensanche, Quatre Carreres y Poblados del Sur) se agrupó como un municipio independiente del Ayuntamiento de Valencia. El diccionario de Pascual Madoz daría en 1849 la siguiente descripción sobre Ruzafa:

L[ugar] con ayunt[amiento] en la prov. [...] de Valencia (10 minutos); Sit[uada] en terreno llano al SE. de la cap[ital]; le baten los vientos del E. y S. [...] Tiene 340 casas que forman cuerpo de pobl[ación]; casa de ayunt., cárcel, 2 escuelas públicas de niños á la que concurren sobre 200; igl[esia] parr[oquial] (San Valero ob. y San Vicente mártir) [...] un conv[ento] de monjas de Sta. Clara y 11 ermitas esparcidas por su huerta en cada una de las cuales hay escuelas de niños y niñas que se mantiene de las retribuciones particulares. Confina el térm[ino] por N. y O. con el de Valencia; E. r[ío] Turia y el mar, y S. Sedaví; en su radio comprende los cas[eríos] titulados el Castellá, Torreta, Saler, Benimasot, Palmar, Pinedo y Lazareto [...] El terreno es flojo y de buena calidad distribuido en huerta y arrozar que se fertiliza con las aguas del r. Turia que desagua en el mar por el térm. de Ruzafa. Los caminos son variados y mal cuidados, que guían a la Albufera, Ribera y otros puntos del N.; el de Valencia es bueno y está plantado de árboles. [...] Prod[ucción]: arroz, trigo, seda, cáñamo, frutas y verduras; hay caza de conejos en la deh[esa]. Ind[ustria]: la agrícola y 6 molinos. Pobl[ación]: 1799 vec[inos], 9075 alm[as] [...]
Diccionario de Madoz

Durante el siglo XIX, el municipio sufriría un importante aumento de población : si según Madoz, en 1849 habitaban 9075 personas (1799 en el núcleo urbano, que se corresponde con el actual barrio), en 1860 ya contaba con 13 013 habitantes, y en 1877 prácticamente había duplicado su población alcanzando las 20 000 personas.
Entre los alcaldes que dirigieron la política municipal se encontraban Salvador Alexandre y Tarrasa, Salvador Alexandre y Pascual y Vicente Quiles y Esteve, en la década de 1860 (se verían envueltos en la tragedia del colegio donde murieron el Maestro Aguilar y numerosos jóvenes), y Andrés Chisbert en la década de 1870 (último responsable municipal conocido). Tras la destitución de la cúpula de gobierno, por orden del gobernador civil de la provincia de Valencia, el 16 de diciembre de 1877 se organizaría una sesión extraordinaria del Ayuntamiento de Ruzafa, acordándose su anexión a Valencia. Desde entonces, Ruzafa contaría con un alcalde de barrio designado directamente por el alcalde de Valencia, perdiendo su autonomía.
Durante mucho tiempo se la conoció como "la terra del ganxo" (la tierra del gancho), debido a que muchos de sus habitantes trabajaron en la recogida de los troncos de madera que llegaban a Valencia provenientes de los Serranos a través del río Turia, para lo cual usaban ganchos. Actualmente, esta denominación todavía está patente en muchos de los nombres de comercios y casales falleros del barrio.

### Décadas de 1930 a 1950
Durante la guerra civil española, Ruzafa ya estaba plenamente integrado en la ciudad de Valencia. En esta época comenzaron a establecerse negocios emblemáticos como la tienda de ultramarinos El Niño Llorón y el bar Canadá en 1949. Además, se construyó el Mercado de Ruzafa, diseñado por los arquitectos Julio Bellot y Javier Goerlich, consolidándose como un símbolo del barrio. En la década de 1950, se pavimentaron calles como Cádiz y se instalaron los primeros semáforos de Valencia, uno de ellos en la calle Ruzafa, en respuesta al creciente tráfico.[cita requerida]
El ambiente cultural se enriqueció con la apertura de varios cines como el Avenida, Tyris, Ideal, Mundial, Iberia, Goya y D’Or, así como con la creación de un centro cultural en la calle Sueca.

### Décadas de 1960 a 1970
Durante estas décadas, Ruzafa experimentó un éxodo masivo de habitantes hacia nuevas zonas residenciales de Valencia como el vecino barrio de Malilla.[cita requerida] Las viviendas antiguas, muchas sin ascensor ni reformas, fueron abandonadas en favor de edificios más modernos en otros barrios. Como consecuencia, la actividad comercial decayó y varios negocios cerraron. La construcción de centros comerciales en otras partes de la ciudad acentuó esta tendencia.[cita requerida] En los años 70, cines como Iberia, Mundial e Ideal cerraron sus puertas, marcando un declive en la vida cultural del barrio.

### Principios delsigloXXI: Decadencia y revitalización
A partir de la década de 2000, Ruzafa experimentó una profunda transformación con la llegada de nuevos residentes más jóvenes y la inauguración de multitud de proyectos culturales. La bajada de los precios de los alquileres debido a la decadencia del barrio atrajo a una población más joven y al surgimiento de propuestas culturales alternativas.
La crisis económica de 2008 tuvo un impacto significativo en el barrio, provocando el cierre de numerosos pequeños comercios. Entre 2008 y 2013, el Ayuntamiento de Valencia emprendió un proceso de revitalización urbana, invirtiendo aproximadamente 8 millones de euros en la reurbanización de 15 calles.[cita requerida]
En este contexto de crisis surgen varias iniciativas culturales en el barrio impulsadas por vecinos, como 
el festival de teatro Russafa Escènica, el festival de danza Bucles o el festival dedicado a la infancia Ruzafa Loves Kids, así como varios proyectos dedicados al arte y el diseño como las galerías Espai Tactel o Plastic Murs, las librerías Ubik, Slaughterhouse o Bartleby y tiendas de diseño como Kowalski o Gnomo.

### La década de 2010: La eclosión del barrio
Ruzafa se convierte en el barrio de moda de Valencia. Comienzan a proliferar los restaurantes y los locales de ocio nocturno.

### La Ruzafa actual: barrio de moda y gentrificación

Antiguo escudo utilizado por la AA. VV. Russafa-Gran Vía. El Club Deportivo Russafa utilizaría el mismo, incorporando un balón de fútbol en su centro.

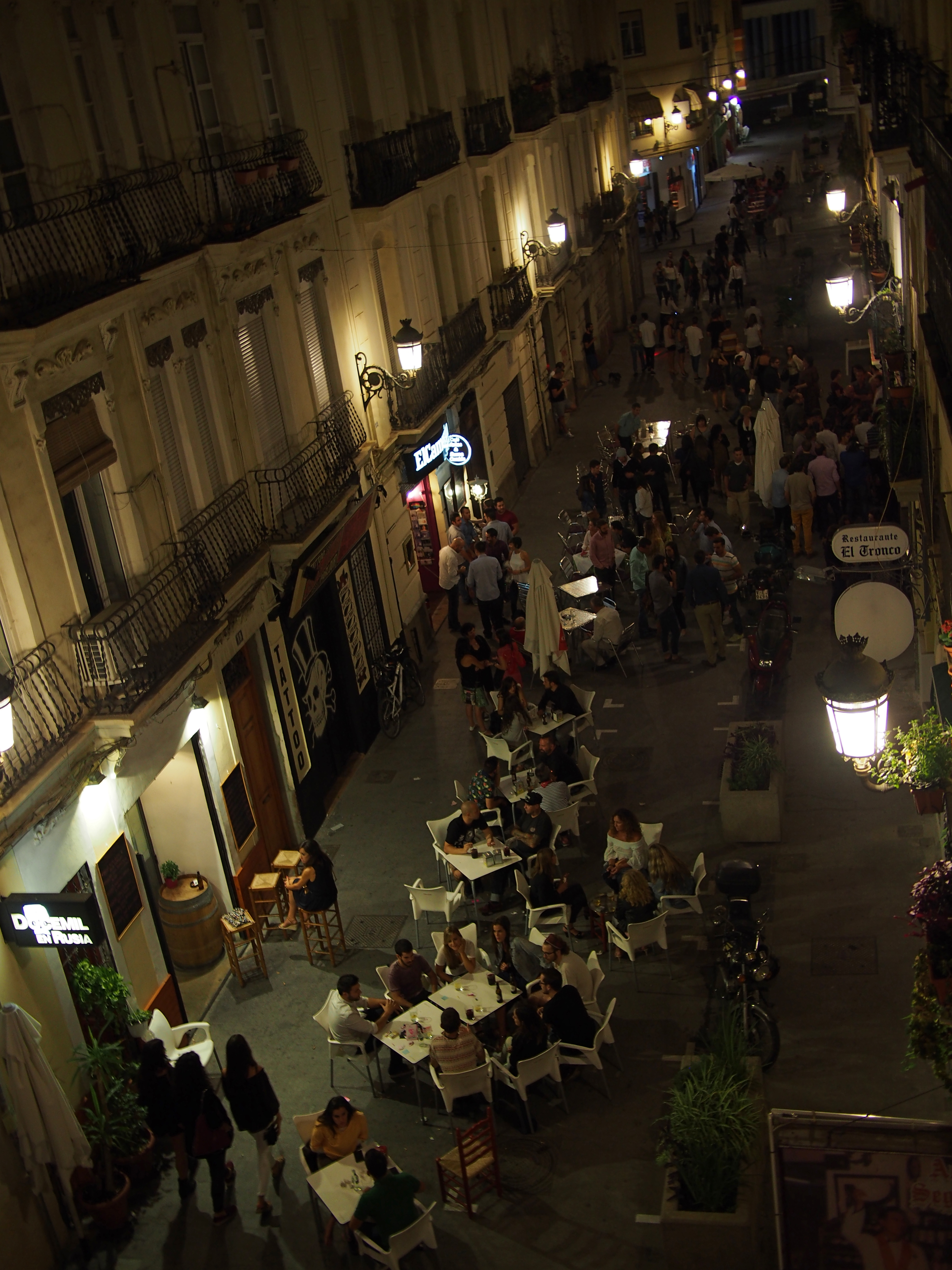
En la actualidad Ruzafa sufre un problema de saturación hostelera

Tras pasar por un periodo de abandono, actualmente el barrio vive un proceso de gentrificación. Con las obras de mejora de las aceras, la presión hostelera ha desplazado a los pequeños comercios, mientras que la subida de precios de la vivienda, empujada por el incremento de los apartamentos turísticos, encarece los alquileres, provocando que el barrio pierda progresivamente el tejido social y la multiculturalidad que lo caracterizaba. Sin embargo, el tejido comercial de barrio sigue siendo fundamentalmente pequeño comercios familiares y muchas familias han vuelto a habitar viviendas que sus padres y abuelos habían dejado vacías. Las aperturas del colegio público Alejandra Soler y del Parque Central de Valencia han contribuido a que el barrio tenga mucha actividad familiar[cita requerida]
.

## Demografía
| Gráfica de evolución demográfica de Ruzafa entre 1842 y 1860 |
| |
| Población de derecho según los censos de población del INE Población de hecho según los censos de población del INEEn 1877 este municipio desaparece porque se integra en el municipio Valencia |

## Patrimonio

### Patrimonio religioso

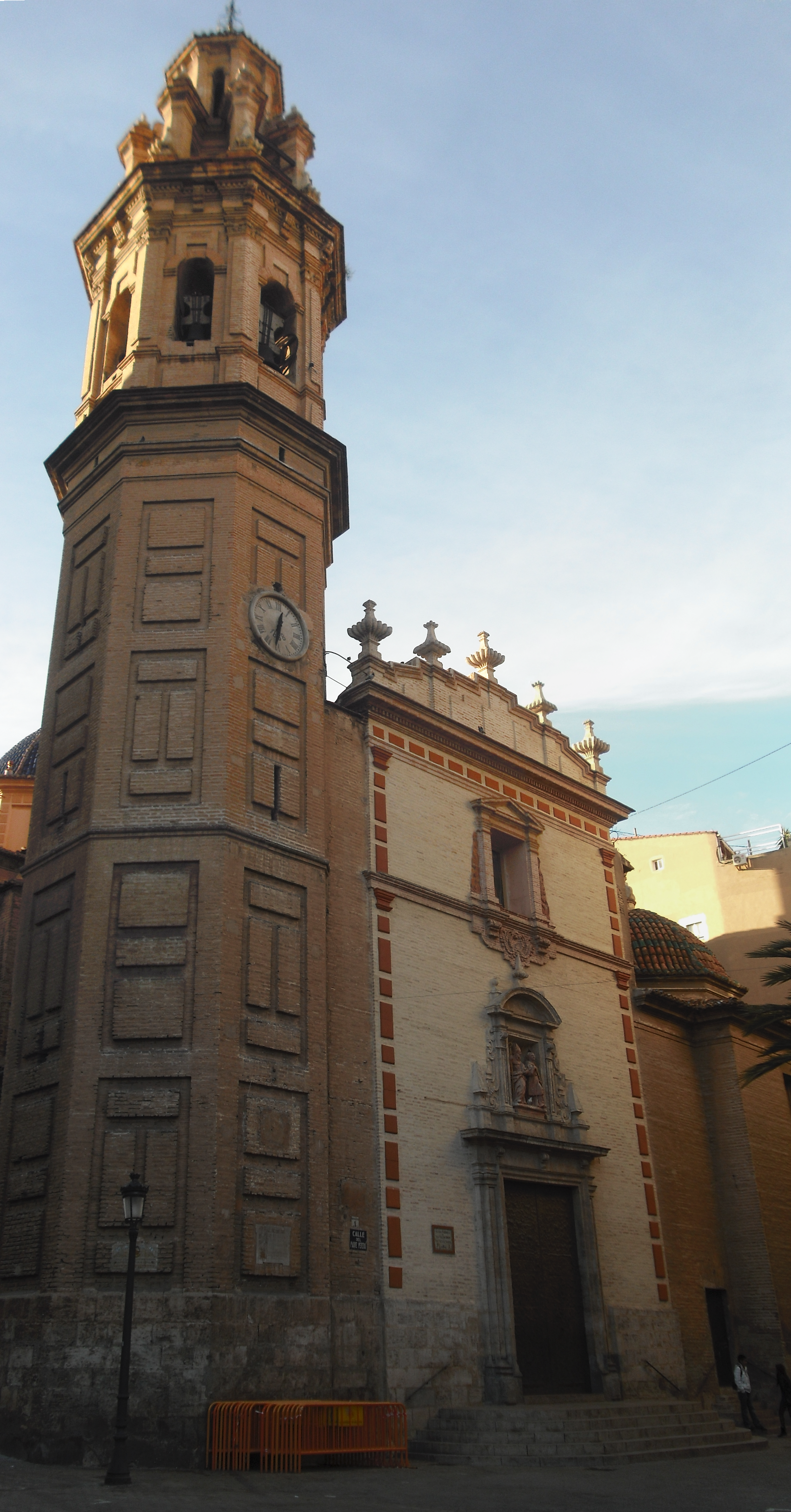
Iglesia de San Valero.

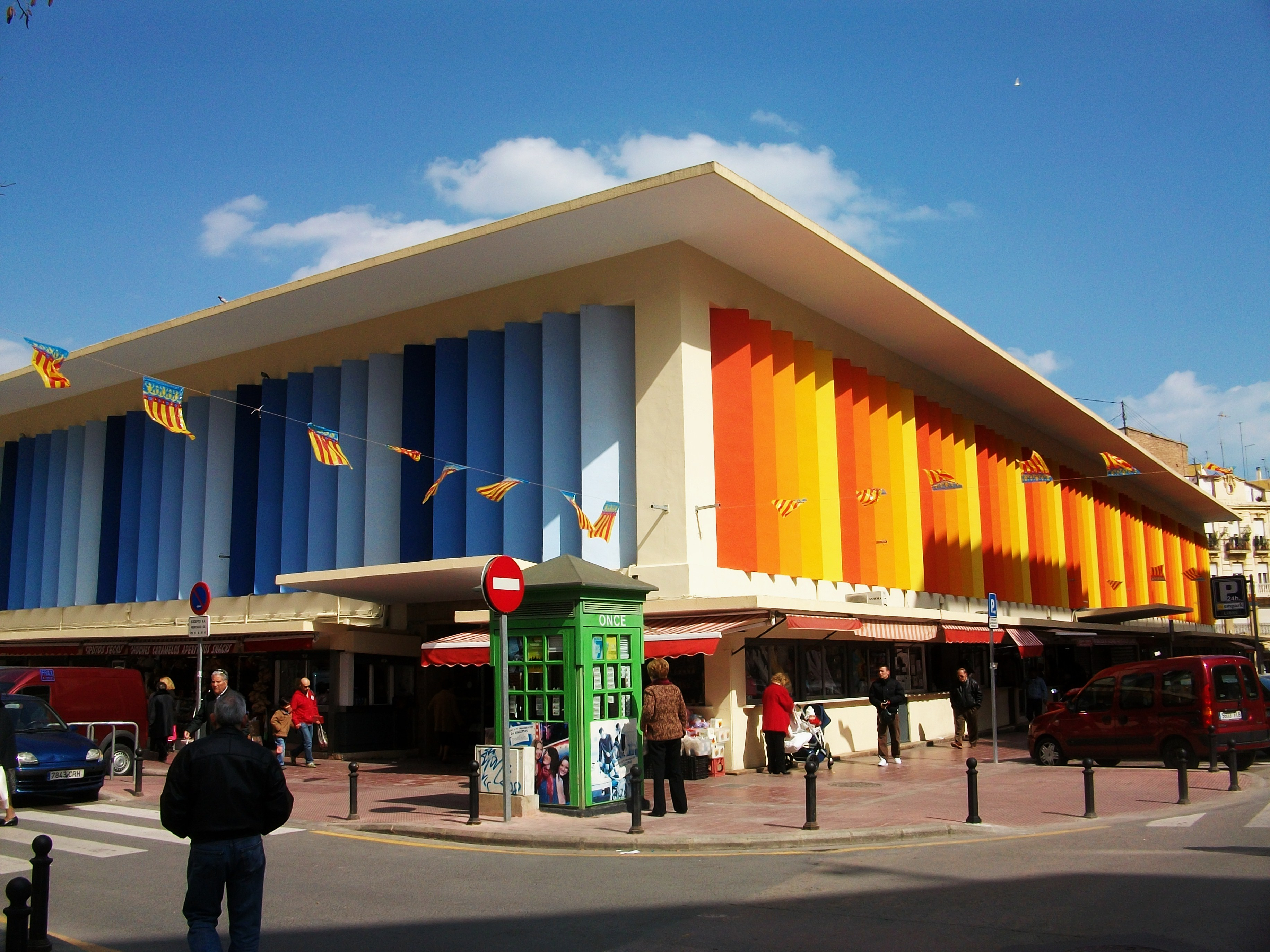
Mercado de Ruzafa.

- Iglesia Parroquial de San Valero y San Vicente Mártir: Destaca la iglesia parroquial de San Valero y San Vicente Mártir que se alza sobre otra anterior incendiada en 1415. Su trazado y la dirección de la primera etapa de su construcción se atribuye a Tomás Leonardo Esteve, mientras que a Juan Bautista Pérez y a su hijo Juan Pérez Castilla la decoración barroca, hoy casi desaparecida, del interior. Es de planta de cruz latina de una sola nave y 6 capillas laterales entre contrafuertes. El campanario, posible obra de José Mingues, se termina en 1740. Incendiada en la persecución anticlerical de 1936, se reconstruye en 1939 por Salvador y Manuel Pascual y José Luis Testor. Se la conoce con el sobrenombre de «Catedral de Ruzafa».
- Convento Nuestra Señora de los Ángeles: Ubicado en la calle General Prim. El 22 de abril de 1238, Jaime I de Aragón instaló su campamento en Ruzafa, para sitiar la ciudad de Valencia; el 14 de septiembre iniciaba conversaciones con Zayyán, rey moro de Valencia, culminando con la rendición de Valencia el 29 del mismo mes, firmando dicha rendición en el lugar que ocupa hoy este convento. El rey Jaime I y su ejército hicieron su entrada en Valencia el 9 de octubre. Se puede ver en su fachada principal una placa conmemorativa de dicho acontecimiento histórico.

### Patrimonio civil
- Colegio Jaime Balmes: el proyecto original del edificio data del año 1917 y es obra del arquitecto Antonio López. Su estilo arquitectónico original es el modernismo valenciano tardío. El nombre de este colegio público, desde su fundación, está dedicado a la memoria del filósofo Jaime Balmes.
- Mercado de Ruzafa: otro de los monumentos más característicos de este barrio valenciano, es el mercado municipal de Ruzafa. Fue proyectado por Julio Bellot Senet, según acuerdo del Ayuntamiento de 1954 e iniciadas las obras a fines de mayo de 1957. Se encuentra situado en el núcleo de la barriada de Ruzafa, frente a la iglesia barroca de San Valero y San Vicente Mártir.
- Placa escultórica de don Bernardino Landete Aragó: relieve escultórico en perfil con los rasgos faciales del padre de la estomatología española instalada en la plaza del doctor Landete. Este relieve fue sufragado principalmente por el colectivo de odontólogos valencianos.
- Plaza de toros de Valencia: la obra original de 1859 de Sebastián Monleón Estellés es una de las mayores plazas de toros de España, con ruedo de un diámetro de 47,5 m y 108 m de diámetro exterior. Cuenta con capacidad para 12 884 localidades.

## Cultura

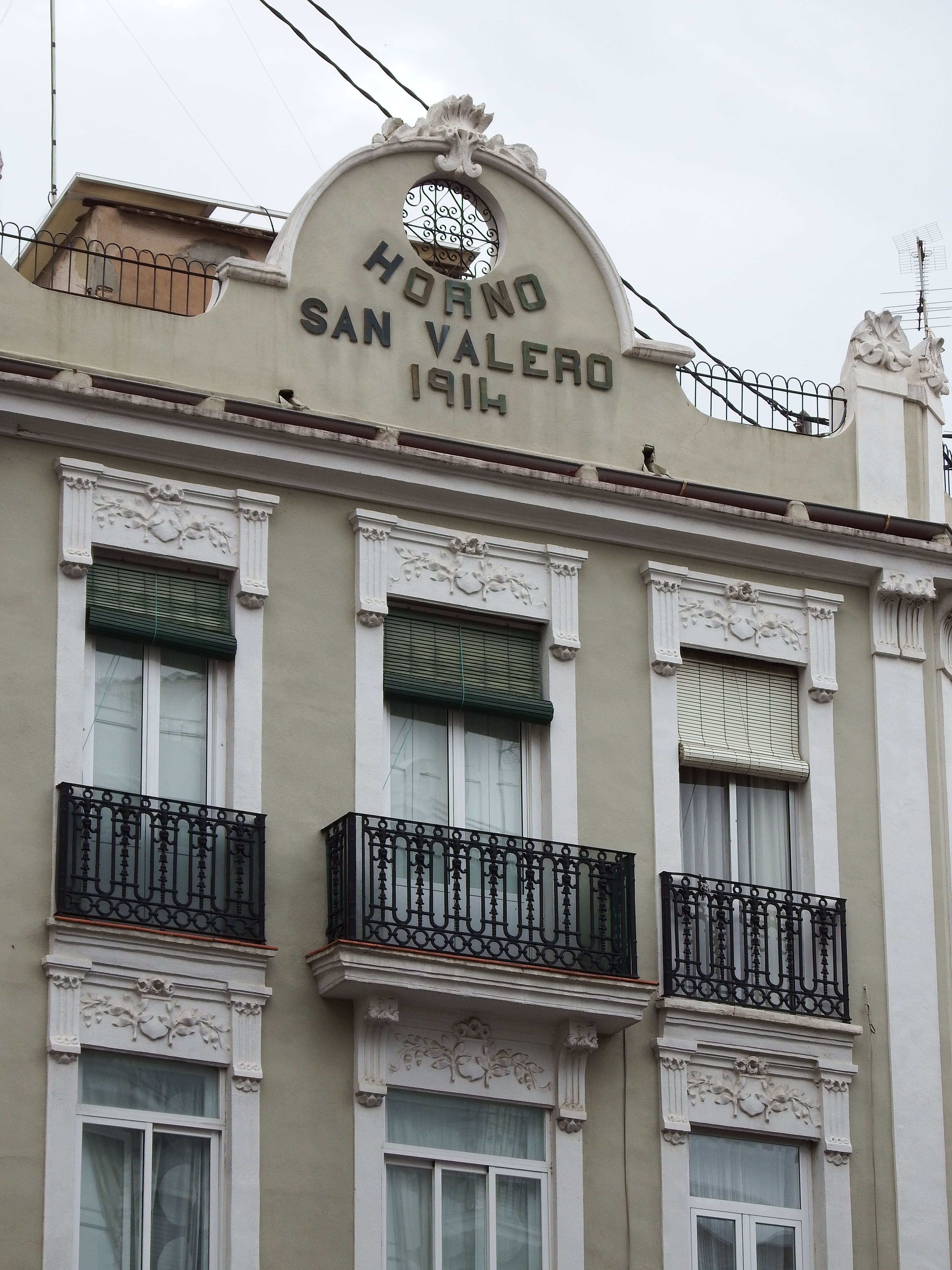
El edificio Horno de San Valero, construido en 1914, en Ruzafa.

### Archivo municipal de Ruzafa
Los fondos pertenecientes al ayuntamiento de Ruzafa como tal, antes de anexionarse a Valencia, están custodiados en el Archivo Histórico Municipal de Valencia.

### Biblioteca municipal Nova Al-Russafí
Situada en la calle Poeta Al-Russafí n.º 2-4, dispone de ordenadores con conexión a internet, un fondo bibliográfico variado, material audiovisual (VHS, DVD) prestable, más de cien puestos de lectura y zona wifi. Destaca su zona destinada a usuarios infantiles y la sala reservada a exposiciones temporales.
Pueden consultarse los fondos de la biblioteca en el Catálogo de la Red de Bibliotecas Públicas Municipales de Valencia.

### Museo Taurino de Valencia
Fue fundado en 1929, siendo uno de los más valiosos y antiguos de España. Alberga recuerdos y objetos taurinos de los siglos XVIII, XIX y XX y está concebido como espacio de difusión y centro de investigación y promoción del mundo de la tauromaquia.[cita requerida]

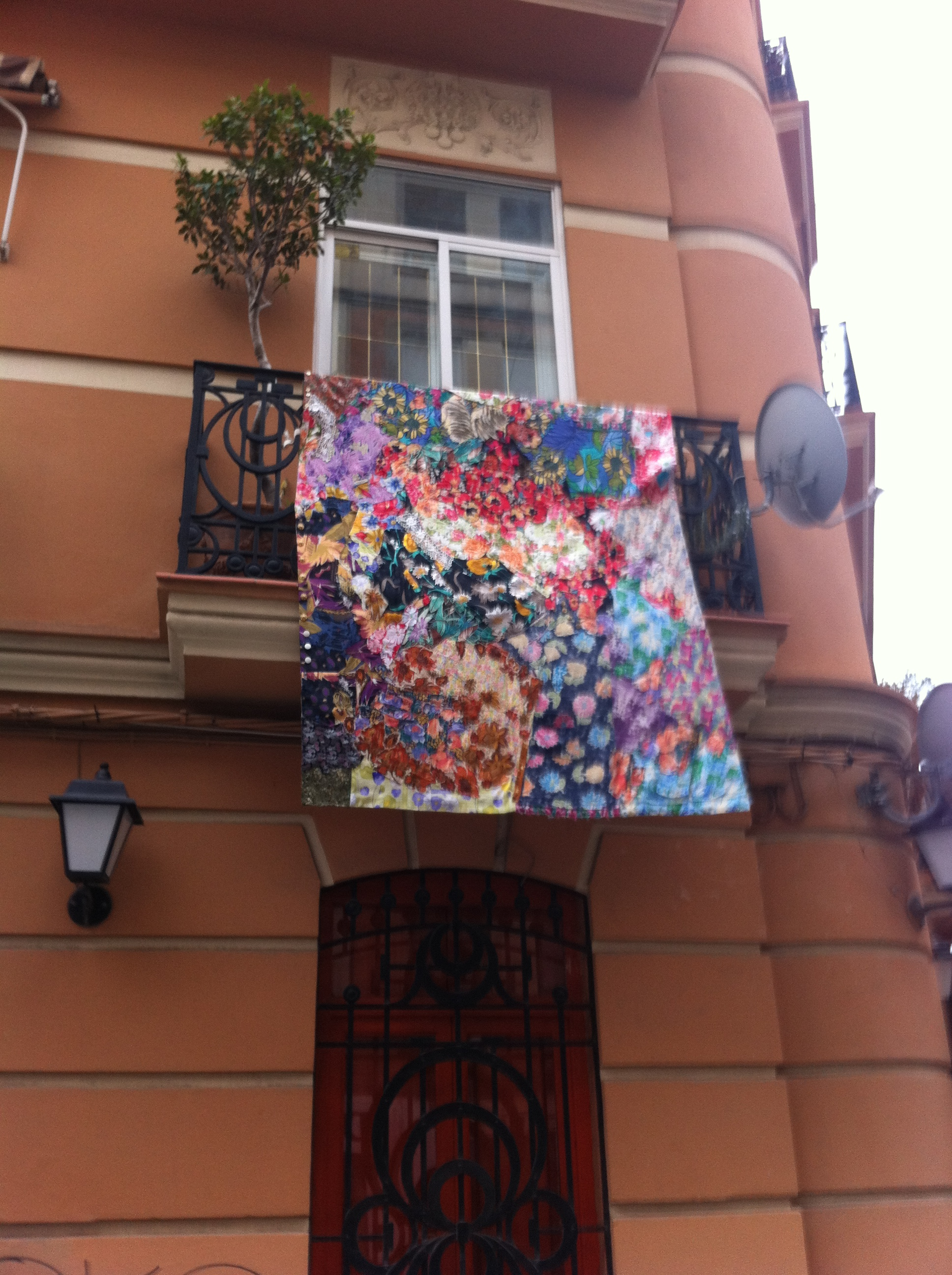
Balcón de Ruzafa durante las fiestas de Carnaval

### Festividades
- San Blas: El día 3 de febrero se celebra en honor a San Blas una popular fiesta. Durante el día está expuesta la imagen del santo junto a la fachada de la iglesia de San Valero. Se forman largas colas para venerar al santo y comprar las tradicionales galletitas bendecidas, culminando dicha festividad por la tarde con la procesión que recorre las calles del barrio.
- San José: El barrio de Ruzafa tiene un gran espíritu fallero, destacan sus numerosas comisiones falleras que forman la Agrupación de Fallas de Ruzafa. Durante la fiesta de las Fallas el barrio sufre una transformación, muchas calles son cortadas al tráfico y Ruzafa se convierte por unos días en una zona peatonal donde poder disfrutar de uno de los lugares más falleros de la ciudad de Valencia.
- San José: El barrio de Ruzafa tiene un gran espíritu fallero, destacan sus numerosas comisiones falleras que forman la Agrupación de Fallas de Ruzafa. Durante la fiesta de las Fallas el barrio sufre una transformación, muchas calles son cortadas al tráfico y Ruzafa se convierte por unos días en una zona peatonal donde poder disfrutar de uno de los lugares más falleros de la ciudad de Valencia.